# Paul Onuachu
Ebere Paul Onuachu (ur. 28 maja 1994 w Owerri) – nigeryjski piłkarz grający na pozycji napastnika w angielskim klubie Southampton.

## Kariera klubowa
Swoją karierę piłkarską Onuachu rozpoczął w klubie FC Ebedei, w którym w 2012 roku zadebiutował w trzeciej lidze nigeryjskiej. Jeszcze w tym samym roku wyjechał do Danii i został zawodnikiem FC Midtjylland. 2 grudnia 2012 zadebiutował w jego barwach w Superligaen w przegranym 1:3 domowym meczu z Silkeborgiem IF. W sezonie 2014/2015, którego rundę wiosenną spędził na wypożyczeniu w Vejle BK, zdobył z Midjtylland Puchar Danii. W sezonie 2017/2018 wywalczył z Midtjylland mistrzostwo Danii, a w sezonie 2018/2019 został wicemistrzem tego kraju oraz po raz drugi zdobył krajowy puchar.
W sierpniu 2019 Onuachu przeszedł za 6 milionów euro do KRC Genk. W Genku swój debiut zanotował 1 września 2019 w zremisowanym 1:1 wyjazdowym meczu z Club Brugge. W sezonie 2020/2021 wywalczył z Genkiem wicemistrzostwo Belgii oraz zdobył Puchar Belgii. Z 33 golami na koncie został królem strzelców ligi, za co otrzymał nagrody Hebanowego Buta oraz Piłkarza Roku w Belgii.
| Sezon   | Klub           | Kraj    | Rozgrywki       | Mecze | Gole |
| ------- | -------------- | ------- | --------------- | ----- | ---- |
| 2012    | FC Ebedei      | Nigeria | III. liga       | ?     | ?    |
| 2012/13 | FC Midtjylland | Dania   | Superligaen     | 1     | 0    |
| 2013/14 | FC Midtjylland | Dania   | Superligaen     | 11    | 0    |
| 2014/15 | FC Midtjylland | Dania   | Superligaen     | 10    | 1    |
| 2014/15 | Vejle BK       | Dania   | 1. division     | 13    | 5    |
| 2015/16 | FC Midtjylland | Dania   | Superligaen     | 25    | 6    |
| 2016/17 | FC Midtjylland | Dania   | Superligaen     | 35    | 18   |
| 2017/18 | FC Midtjylland | Dania   | Superligaen     | 22    | 10   |
| 2018/19 | FC Midtjylland | Dania   | Superligaen     | 30    | 17   |
| 2019/20 | KRC Genk       | Belgia  | Eerste klasse A | 22    | 9    |
| 2020/21 | KRC Genk       | Belgia  | Eerste klasse A | 38    | 33   |

## Kariera reprezentacyjna
W reprezentacji Nigerii Onuachu zadebiutował 22 marca 2019 roku w wygranym 3:1 meczu kwalifikacji do Pucharu Narodów Afryki 2019 z Seszelami, rozegranym w Asabie, gdy w 65. minucie zmienił Oghenekaro Etebo. W 2019 roku był w kadrze Nigerii na Puchar Narodów Afryki 2019 i rozegrał na nim trzy mecze: Burundi (1:0), z Gwineą (1:0) i w 1/8 finału z Kamerunem. Z Nigerią zajął 3. miejsce w tym turnieju.